# 더불어민주당

1988년 이후 대한민국의 시계열적 정당 지도

대한민국의 시계열적 정당 지도

더불어민주당(더불어民主黨)은 대한민국의  진보주의 성향 민주당계 정당이다. 현재는 집권 여당에 속해 있다.
2014년 3월 26일 민주당과 새정치연합의 합당으로 새정치민주연합이 창당되었고, 2015년 12월 28일 문재인 당시 대표의 주도로 더불어민주당으로 당명을 변경하여 현재의 당명에 이르게 되었다.
2017년 5월 9일 제19대 대선에서 당선된 문재인 후보가 대통령에 취임하며 집권 여당이 되었으나, 2022년 3월 9일 제20대 대선에서 이재명 후보가 패하면서 5년 만에 국민의힘에 정권을 넘겨주었다.
2022년 전당대회와 2024년 전당대회를 통해 이재명 후보가 당 대표에 당선되면서 더불어민주당의 대표를 맡았으며, 2025년 4월 9일 이재명이 제21대 대선 출마를 위해 당 대표직을 사퇴하며 박찬대 원내대표가 당 대표직 권한대행을 맡았다. 2025년 6월 4일 이재명 후보가 제21대 대선에서 대통령직에 당선되며 3년 3개월만에 정권을 되찾았다.

## 역사

### 새정치민주연합 창당
2013년 5월 4일 민주당 정기전국대의원대회에서 비주류의 지원을 받은 김한길 의원이 대의원투표, 권리당원투표, 국민여론조사 결과 61.72%의 득표율로 임기 2년의 당 대표에 선출되었다. 2013년 9월 1일에는 영등포당사로 이전한지 10년 만에 다시 여의도로 이전하였다. 민주당은 기존의 노란색과 녹색을 벗어나 파랑을 상징색으로 하는 새로운 PI를 발표하였다.
한편 2011년 재보궐 선거 무렵부터 안철수가 돌풍을 일으키면서 유력 정치인으로 떠올랐다. 2012년 총선에서 활동은 하지 않았고, 대신 대선에 출마하여 화제를 모았으나 민주통합당 문재인 후보와의 단일화 중 돌연 사퇴하였다. 야권의 실질적인 단일 후보가 된 문재인은 패배하였다. 그러나 안철수는 이미 '유력 대권주자'까지 부상했고, 이에 민주통합당은 2013년 보궐선거를 앞두고 안철수 영입을 고려했으나 거부당했다. 이후 '안철수 신당' 창당설이 나돌기 시작했으며, 그해 11월 안철수는 신당 창당을 본격 선언함으로써 '안철수 신당'은 구체화되었다. 당시 '안철수 신당'의 가상 지지율은 민주당의 지지율을 웃돌았고, 일각에서는 민주당을 누르고 제1야당이 될 것이라는 설이 나돌았다. 그러나 '안철수 신당'은 이후 지방선거 후보자 영입의 부진과 신당 내부의 갈등으로 인해 지지율이 점차 하락하며 고전을 거듭했다. 그 결과 2014년 새정치연합은 민주당과 합당을 선언하였다. 이로써 사실상 야권의 연대가 이루어졌다. 이후 안철수와 민주당 대표인 김한길은 여러 회의를 거쳐 통합신당 창당 준비를 했고, 3월 25일 새정치연합은 해산되었다. 2014년 3월 26일 민주당(2013년 개명)과 새정치연합이 최종 합당을 선언하였으며, 이로써 새정치민주연합이 출범했다. 또한 창당과정에서 창조한국당 출신 인사들이 대거 합류하였다.

### 새정치민주연합 시절

#### 당명 결정 과정

새정치민주연합 당시의 로고

민주당과 새정치연합, 그리고 무소속 의원 2명이 만나 신설합당된 새정치민주연합의 당명 결정 과정은 순탄치 않았다. 국민 공모를 통해 이루어졌는데, 안철수의 새정치연합 측은 '민주'라는 이름을 빼야 한다고 주장했다. 이유는 '도로 민주당'으로 비춰질 가능성이 높다는 이유에서였다. 반면 민주당 측은 역사적 정통을 담아 '민주'라는 이름이 꼭 들어가야 한다고 주장했으며, 김한길 대표 역시 '민주'를 뺄 경우 호남지역에서 다른 정당이 그 이름을 차용할 것이라며 설득했다. 새정치연합 측은 '새정치미래연합, '새정치희망연합'을 제안했는가 하면 민주당 측은 '새정치민주당', '새정치민주연합'을 제안했다. 국민 공모를 통해 '새정치국민연합'이라는 이름이 1위를 기록했으나, 이는 '유사 당명'이라 하여 탈락했다. 결국 양당 대표의 논의를 통해 결정할 수밖에 없었고, 당명은 끝내 새정치민주연합으로 결정되었다.

#### 2014년 지방선거국면
민주당과 새정치연합이 합당했을 때, 둘은 '기초선거 공천폐지'를 약속했으며, 이후 새정치민주연합은 '기초선거 공천폐지'를 주장했다. 그러나 구 민주당 계를 위시하여 당내 반발이 일어났고 이를 무마하기 위해 안철수 공동대표가 청와대에 '기초선거 공천폐지' 논의를 위한 면담을 요청하기도 했으나 실패했다. 결국 당 내 여론조사에 따라 근소한 차이로 공천을 유지하기로 결정했다.
선거운동 직전에 세월호 침몰 사고가 터지면서 새정치민주연합은 이를 '정부의 무능', '정부의 책임'이라 규정하며 새누리당에 맞섰고, 결국 전국에서 9명의 광역단체장을 당선시키는데 성공한다. 그러나 선거 막판 새누리당의 '대통령의 눈물' 마케팅으로 인해 부산, 인천, 경기에서 야권후보가 근소하게 패하는 등 전반적으로 승리한 선거라 보기는 어렵게 되었다.

#### 7.30 재보궐 선거 참패와 지도부 총사퇴
2014년 7월 30일 재보궐 선거는 지방선거 참가로 사퇴한 국회의원들과 재판결과 상실한 국회의원들이 많이 발생하면서 총 15석을 두고 다투는 미니총선의 성격으로 치러지게 되었다. 새정치민주연합은 세월호 침몰 사고의 진상규명을 위한 특별법 제정을 선거의 타이틀로 삼고 선거를 진행해 나갔으나, 공천 과정에서의 잡음과 더불어, 광주 광산구 을 선거구의 권은희 공천에 대한 보은 공천 논란으로 겨우 4석만 얻는 참패를 당하고 말았다.
전통적인 우세 지역이던 수도권에서는 수원시 정 선거구에서 단 한 곳 만을 건지는 데에 그쳤고, 당의 지역적 기반으로 평가받던 전라남도 지역의 순천·곡성 선거구에서 새누리당에 패배하여 민주화 이후 전라남도 지역 최초로 보수 정당의 정치인이 당선되는 파란을 낳았을 뿐만 아니라, 손학규, 김두관, 정장선 등 새정치민주연합의 중진급으로 평가받던 인사들이 새누리당의 지역 정치 신인들을 상대로 대거 낙선하기도 하였다.
결국 2014년 7월 31일 재보궐선거 참패의 책임을 지고 지도부가 총 사퇴를 결의하게 되어서 김한길, 안철수 두 공동대표 체제는 4개월 만에 막을 내리고 말았다. 지도부 총 사퇴로 인한 공백을 메꾸고, 2015년 1월 이후로 예정된 지도부 선출 전당대회까지 당을 혁신으로 이끌 비상대책위원회가 구성되었다. 2014년 8월 4일 의원총회에서 박영선 원내대표를 만장일치로 비상대책위원장에 추대하였으며, 8월 5일 박영선 위원장은 비상대책위원회 명칭을 국민공감혁신위원회로 확정지었다.

#### 문희상 비상대책위원회 체제로 재편
박영선 국민공감혁신위원장이 두 번에 걸친 세월호 특별법 협상 실패로 리더쉽에 손상을 입게 되자 2014년 9월 12일 이상돈 중앙대학교 명예교수와 안경환 서울대학교 명예교수를 국민공감혁신위원장으로 내정하였으나 이상돈 명예교수의 새누리당 비상대책위원과 정치혁신위원 등의 전력이 원인이 되어 당 내 반발을 받게 되어 두 교수의 고사로 실패하였다. 이후 당 내 일각에서 박영선 위원장의 위원장직 사퇴와 원내대표직 사퇴를 요구하자 박영선 위원장은 9월 15일 탈당을 시사하고 당무를 거부하였다. 이후 원내지도부의 설득과 박근혜 대통령의 세월호 특별법 강경발언 등으로 인해 박영선 위원장은 9월 17일 당무에 복귀하는 대신 국민공감혁신위원장직을 사퇴하기로 결정하였다.
9월 18일 박영선 위원장을 대신해 문희상 의원이 비상대책위원장으로 추대되어 새로운 비상대책위원회를 이끌게 되었다. 문희상 위원장은 비상대책위원으로 박지원, 정세균, 문재인, 인재근, 박영선 의원을 위촉하여 이른바 계파실세 비대위가 구성되었다. 한편 김한길, 안철수 의원도 위촉했으나 둘 다 책임지고 물러난 지도부였다는 점에서 고사했다.

#### 문재인 대표의 선출과 비주류의 대거 탈당
새정치민주연합은 2015년 2월 8일 제1차 정기전국대의원대회를 개최하고 문재인을 새로운 대표로 선출하였다. 대의원 현장투표와 권리당원 ARS 투표, 일반국민, 일반당원 여론조사를 합산한 결과, 문재인이 45.30%, 박지원이 41.78%, 이인영이 12.92%를 각각 득표하였다.
2015년 12월 13일, 제3세력과 중도세력을 표방한 정당 창당을 선언한 안철수 의원의 탈당을 중심으로 문재인 대표의 퇴진을 요구하던 새정치민주연합 비주류 세력이 대거 탈당했다. 이후 호남향우회, 동교동계 등 호남 주축 세력들의 탈당을 필두로, 김한길, 김영환 의원 등 비주류 인사와, 주승용, 장병완, 권은희 의원 등 호남 의원들이 더불어민주당을 탈당하면서 총선을 앞두고 큰 혼란이 발생했다. 탈당의 이유로 더불어민주당에 대한 호남의 지지율 하락, 친노 인사들의 패권주의 등을 들었다. 대다수 의원들은 안철수 의원이 주축으로 추진한 국민의당으로 입당하였고, 호남권 세력은 천정배 의원이 이끄는 국민회의, 박주선 의원의 통합신당 등의 정당으로 입당하였다. 조경태 의원은 더민주가 야당의 역할을 제대로 못한 것을 이유로 새누리당에 입당하였으며, 호남 세력의 주축인 박지원 의원도 통합의 밀알이 되겠다는 이유로 탈당하였다.

### 더불어민주당으로 당명 변경

2015년부터 2024년까지 사용한 더불어민주당의 옛 로고

2015년부터 2024년까지 사용했던 민주를 상징하는 "ㅁ" 모양의 당 심볼

2015년부터 2024년까지 사용했던 옛 워드마크 (하늘색-파란색 조합)

새정치민주연합 당명 국민 공모에서 결정한 ‘더불어민주당’, ‘희망민주당’, ‘민주소나무당’, ‘새정치민주당’‘, ’함께민주당‘ 총 5개 당명 가운데 새정치민주연합 당무위원회 투표 결과 "더불어민주당"으로 의결하였고, 2015년 12월 28일 새정치민주연합에서 더불어민주당으로 당명을 변경했다. 안철수 탈당으로 말미암아 새정치민주연합이 "새정치"를 지움으로서 안철수의 흔적을 지웠다는 평가가 있으며, 당명이 새정치민주연합으로 바뀐지 1년 6개월 만에 "민주당"이라는 이름을 되찾았다는 평가도 있었다. 또한, 당명 개정 업무를 총괄한 손혜원 홍보위원장은 이날 기자회견을 통해 당명이 "더불어라는 말이 앞에 있어서 국민 민주주의 여러가지와 연결할 수 있는 장점이 있다”라며 새로운 당명의 장점을 설명하였다. 영문 명칭은 "The Minjoo Party of Korea", 약칭은 '더민주'를 공식 사용하기로 결정하였다. 다만, 민주당 측은 서울남부지방법원에 유사당명사용금지 가처분 신청을 내기로 결정하였다고 발표하는 등 명칭의 유사성에 대한 문제를 제기하였다. 이후 2016년 1월 11일 선관위는 "더민주"라는 약칭을 사용하여도 된다는 유권해석을 내놓았다. 또한, 더불어민주당은 당 정식 로고 결정 이전 새 당명 정식 로고에 관한 6개의 시안을 정하고, 이에 대하여 국민공모를 당 로고 결정일로 예정된 2016년 1월 7일 자정까지 실시했다. 이를 통해 결정된 로고의 색상은 시안에서 보았던 파랑으로 결정되었고, 더불어민주당 로고 우측에 날리는 깃발은, "자유와 평화, 진리와 정의"가 만들어 내는 "민주"의 "ㅁ"을 상징한다고 밝혔다.
한편 안철수 의원의 탈당과 비주류 의원들의 대거 탈당으로 인한 당내 혼란은 지속되었다. 이에 문재인 대표는 이후 더불어민주당으로의 당명 변경을 필두로 표창원 전직 교수의 첫 번째 영입 이후 각종 분야 전문가들의 인재 영입을 통한 반전을 꾀했다. 또한, 김종인 전직 새누리당 국민행복추진위원장을 영입하여 당의 외연을 확장시키고 이후 추가 탈당 사태를 막는 등 당을 안정시켰다는 평가를 받았다.

### 더불어민주당 시절

#### 20대 총선에서 원내1당 차지
총선을 앞둔 2016년 1월 28일 문재인 대표가 대표직과 공천권을 포함한 당의 전권을 김종인 비상대책위원장에게 위임하고 물러났다. 김종인 비대위 체제로 2016년 4월 13일에 치러진 제20대 총선으로 더불어민주당은 123석을 획득해, 새누리당과 1석 차이로 제1당이 되었다. 당시 새누리당이 친박, 비박을 나누는 등 오만에 빠져있었기 때문이라는 분석이 있다.
비록 일부 무소속 의원들이 새누리당에 입당하면서 잠시 원내 1당의 지위를 빼앗겼지만, 박근혜 대통령 탄핵 소추 전후로 비박계들이 집단 탈당하여 바른정당을 창당하면서 다시 원내 1당 자리를 가져갔다.
총선 이후 더불어민주당은 2016년 8월 27일 제1차 정기전국대의원대회를 개최하고 추미애를 새로운 대표로 선출하였다. 대의원 현장투표와 권리당원 ARS 투표, 일반국민, 일반당원 여론조사를 합산한 결과, 추미애가 54.03%, 이종걸이 23.89%, 김상곤이 22.08%를 각각 득표하였다.
이후 제19대 대선 후보 경선에는 문재인, 안희정, 이재명, 최성 4명의 후보가 출마했다. 문재인 전 더불어민주당 대표는 '준비된 후보'를, 안희정 충남도지사는 '통합의 리더십'을, 이재명 성남시장은 '공정한 사회'를, 최성 고양시장은 '국정원 개혁'을 각각 강조했다. 경선 결과, 문재인 후보(57%)가 안희정 후보(21.5%), 이재명 후보(21.2%), 최성 후보를 제치고 과반을 득표해 더불어민주당의 대선 후보로 선출되었다.

#### 제19대 대선
2017년 5월 9일에 치러진 대한민국 제19대 대통령 선거에서 더불어민주당 문재인 후보가 13,423,800표로 41.1%의 득표율로 당선되어, 창당 이후 첫 집권이자 대한민국 자유주의 정당으로는 세 번째 집권에 성공하였다.
제7회 전국동시지방선거와 2018년 재보궐선거에서 압승을 거두었고, 한국갤럽 조사 결과 더불어민주당의 지지율은 56%로 창당 이래 최고라는 기록을 냈다. 이러한 결과를 낼 수 있었던 배경으로는 문재인 대통령의 지지율과 자유한국당의 실책 2가지가 꼽힌다. 알앤써치의 6월 3주 여론조사에서는, 민주당의 압승 원인으로 38.6%가 "문재인 대통령"을 선택하였고, 이어 31.8%가 "자유한국당에 대한 실망감"을 선택하였다. 문재인 대통령의 지지율은 2018년 남북정상회담 등의 외교적인 성과와 소통, 겸손, 안정감 등의 이미지를 바탕으로 70~80%를 유지했다. 반면 자유한국당은 이명박, 박근혜 두 전직 대통령의 탄핵 또는 구속, 홍준표 대표의 막말 논란, 친박, 친이, 친홍 등 계파 갈등의 지속 등으로 인해 난국에 빠졌다고 전문가들이 평가했다.
추미애의 뒤를 이을 대표를 뽑기 위한 전당대회 본선에는 김진표, 송영길, 이해찬 후보가 진출했다. 이해찬 후보는 "20년 집권 플랜"을, 김진표 후보는 "유능한 경제정당"을, 송영길 후보는 "세대교체"를 강조했다.
한편 2018년 8월 10일에는 '촛불 혁명'과 '판문점 선언' 등을 담은 새로운 강령을 채택했다.
2018년 8월 25일, 이해찬 후보가 42.9%를 얻어 대표에 당선되었다. 송영길 후보는 30.7%로 2위를 기록해 선전했다는 평가가 나왔고, 김진표 후보는 26.4%로 3위에 그쳤다.

#### 21대 총선 압승
2020년 4월 15일 대한민국 제21대 국회의원 선거에서 비례대표 전용 선거 연합 정당인 더불어시민당과 함께 180석을 획득하면서 거대 여당이 되었다. 총선 직후 더불어시민당과의 합당 절차가 이루어졌으며 5월 13일 합당 절차를 마무리했다. 제21대 국회에서 집권 여당의 원내 사령탑을 결정하는 원내대표 투표를 5월 7일 실시하여 강력한 정책 추진을 내세운 김태년 4선 의원이 민주당 당선자 163명 중 82표를 획득하여 결선 투표없이 선출됐다. 일하는 국회를 내세운 전해철 의원은 72표, 비주류 정성호 의원은 9표에 머물렀다.

#### 2021년 재보궐선거 참패
2021년 4월 7일 치러진 2021년 서울특별시장 보궐선거와 2021년 부산광역시장 보궐선거에서 20% 안팎의 차이로 참패하였다. 당시 당대표 직무대행을 맡고 있던 김태년을 비롯한 당내 지도부 전원이 선거 패배의 책임을 지고 사퇴했고, 원내대표 선거 때까지 도종환이 이끄는 비대위 체제로 전환했다.

#### 열린민주당과의 합당
더불어민주당과 열린민주당은 대한민국 제20대 대통령 선거를 앞두고 여권 통합을 위하여 2021년 12월 28일 당명을 "더불어민주당"으로 하는 합당을 추진했다. 열린민주당에서 12월 29일부터 12월 30일까지 당원 투표를 진행한 결과 찬성 72.54%로 반대를 압도적으로 넘어서 열린민주당에서의 합당안이 가결되었다. 더불어민주당에서는 1월 7일부터 1월 10일까지 권리당원 투표를 진행한 결과 총 투표율 31.9%중 찬성 83.69%, 반대 16.31%로 찬성표가 압도하여 열린민주당 합당 의결안이 상정되었고, 1월 12일 중앙위원회에서 의결안을 의결한 결과 중앙위원 527중 찬성 491명, 반대 36명으로 합당안이 가결되어 1월 14일 합당이 성사되었다.

#### 제20대 대선
2022년 3월 2일에는 대선 승리를 위하여 김동연 후보와 단일화를 하였고 추후 새로운물결과 합당 또한 완료하였다.2022년 3월 9일에 치러진 대한민국 제20대 대통령 선거에서 이재명 후보가 득표율 16,147,738표, 47.8%로 민주당계 정당 역대 최다 득표를 얻었음에도 국민의힘의 윤석열 당선인에게 0.73% 차로 밀려 2위로 낙선했다.
선거 패배의 책임을 지고 지도부가 총 사퇴하였고 윤호중 박지현 공동비대위원장 체제로 전환하였다.
윤호중 원내대표의 임기 만료 이후 직무를 수행할 후임 원내대표는 뽑는 선거에서 친-이재명계인 박홍근 의원이 원내대표에 당선되게 되었다. 정확한 득표수는 공개하지 않았지만 3차 투표까지 간 것을 볼 때 친-이낙연계인 박광온의원과 경합한 것으로 보인다.

#### 제8회 지방선거 참패
민주당은 호남과 제주, 경기를 제외한 전 지역의 광역단체장을 잃음으로서 정권 유지론에 대참패를 겪었다. 기초단체장, 광역의원, 기초의원도 반토막이 났고 그나마 이재명 도정 이후 민주당 열세로 바뀌었던 경기도를 지키긴 했으나 상대 후보와 퍼센트차도 0.15%차밖에 나지 않는 등 승부에서 아슬아슬한 승리를 쟁취했다. 결국 6월 2일 새벽 민주당 지도부는 비공개 회의를 열고 지도부 총사퇴를 결정했다.
동시에 치러진 국회의원 보궐선거에서도 7석의 보궐선거 의석중 5석을 국민의힘이 2석을 더불어민주당이 얻었다. 주요 인사로는 이재명이 경기 계양구에서 승리를 하였다.
민주당은 박홍근 원내대표의 임시 비대위 체제로 들어갔으며 8월 전당대회까지 두 달간 민주당을 이끌 혁신비상대책위원회를 구성하기로 결정했다. 차기 혁신비대위원장으로는 문희상, 정세균 전 국회의장, 유인태 전 의원 등이 거론되고 있다.

#### 이재명 대표 체제
2022년 8월 28일에 끝난 더불어민주당 제5차 전당대회에서 이재명 의원이 당대표로 선출되었다. 최고위원 선거에서는 정청래, 고민정, 박찬대, 서영교, 장경태이 선출되었는데 이중 고민정을 제외하곤 모두 이재명에게 우호적인 인사들이다.
검찰이 김용 민주연구원 부원장의 불법 정치자금 수수 의혹을 이유로 민주연구원을 압수수색하려고 하자 더불어민주당 의원과 당직자들이 막아섰으나 지속적으로 압수수색을 요청하자 결국 수용하였다. 더불어민주당 검찰의 수사에 정치탄압 의도가 있는것 아니냐면서 우려를 표시하였다. 이재명 대표는 '민주주의 역사, 정당사에 없던 참혹한 일이 벌어지고 있습니다'라고 논평하였다.
이재명은 "유신 대신 검사독재"라며 6년 만에 장외 집회에 나섰다. 집회에서 이재명은 자신을 거냥한 검찰 수사의 부당성을 주장하였다. 주체측 추산 30만명의 인원이 모였다.
이재명 대표에 대한 체포동의안이 부결되었으나 비명계에서 다수의 이탈표가 발생하였다. 정확한 특표수는 297명의 의원이 출석하여 이재명 대표 체포동의안 관련 무기명 비밀투표를 진행한 결과, 찬성이 139표로 과반(149표)을 넘지 못해 부결됐다. 반대는 138표, 기권은 9표, 무효는 11표였다. 민주당 의원만 해도 169명인데 이중 비명계를 중심으로 30표 이상의 이탈표가 발생한 것으로 보인다.
이 표결 결과에 대하여 친명계는 쿠데타라며 강하게 비판하였고 비명계는 당과 대표의 문제를 분리하여야 한다고 주장하며 대표의 '결단'을 말하며 대표직 사퇴를 압박하였다.
표결 결과에 대하여 이재명 대표의 강성 지지자로 언급되는 개딸(개혁의 딸)들의 체포동의안 찬성 의원 목록을 만들어 문자를 보내거나 겉과 속이 다른 민주당 의원을 지칭하는 '수박'이라는 표현을 사용하는것에 대하여 이재명 대표가 자제를 요청하였다.
이재명 대표가 당평책으로 당 지도부에서 김의겸등 강성 친명계들을 배제하고 온건 비명계 의원들을 다수 등용하였다.
2023년 4월 28일에 비명계인 박광원 의원이 신임 원내대표로 선출되었다. 친명계 후보 3명과 비명계 후보 1명이 대결한 이번 선거에서 2차 투표까지 가지도 않고 1차 투표에서 과반의 득표를 얻어 당선되었다.

#### 정청래 대표 체제
2025년 8월 2일 고양 킨텍스에서 열린 더불어민주당 전국당원대회에서 정청래 의원이 약 61.74%의 득표율로 새 당 대표로 선출되었다. 경쟁자인 박찬대 의원은 38.26%의 득표율을 보여줬다.

## 성향
성향에 대해서는 빅 텐트 정당이기에 상당히 넓은 편이며, 주류 성향은 한국의 보수 세력을 제외한 중도-진보 세력을 아우른다. 주요 국내 및 해외 언론과 각종 자료들에서 더불어민주당의 성향을 중도 혹은 중도에서 중도좌파로 평가하는 경우가 많다.
역사적으로, 김대중 대통령으로 상징되는 정통 민주당 세력, 뒤이어 주류로 등장한 친문재인계와 친노무현계 중심으로 대체적으로 중도개혁주의 성향을 보인다.
온건한 보수 성향의 계파도 일부 존재한다.
일부에서는 더불어민주당이 사회문화 분야에 대하여 부분적으로 보수적인 입장을 취한다고 보기도 한다. 중앙대학교 교수인 김누리는 더불어민주당의 사회 정책이 독일의 중도우파 정당인 기민당보다 보수적이라고 평가하기도 했다.
금태섭으로 대표되는 경제, 문화적 자유주의를 모두 옹호하는 고전적 자유주의 분파 박용진으로 대표되는 민주노동당등 진보정당 출신 진보주의를 지지하는 분파 또한 존재하나 모두 소수이다.
경제적 자유주의는 당내 진보파인 이재명계에서도 부분적으로 나타날 만큼 당 전반에 걸처 나타나고 있으며 20대 대선 전후에 더욱 강화되었다. 이재명 후보도 20대 대선 기간동안 본인을 "시장주의자" 라고 표현하였으며 정세균, 박용진 등 당내 일부 구성원들은 법인세 인하를 주장하기도 했다. 정당의 강령에서도 "자유시장경제"를 지지한다는 것을 명시하고 있다.

## 주요 선거 결과

### 대통령 선거
|  | 41.08% |

|  | 47.83% |

|  | 49.42% |

### 국회의원 선거
|  | 43.48% |

|  | 25.54% |

|  | 41% |

|  | 64.43% |

|  | 54.33% |

|  | 63.39% |

|  | 53.67% |

- 2020년 제21대 국회의원 선거에서 비례대표는 더불어시민당에 후보를 냈다.
- 2024년 제22대 국회의원 선거에서 비례대표는 더불어민주연합에 후보를 냈다.

### 지방선거
|  | 52.94% |

|  | 35.4% |

|  | 44.23% |

|  | 39.92% |

|  | 82.35% |

|  | 66.81% |

|  | 79.13% |

|  | 56% |

|  | 29.41% |

|  | 27.88% |

|  | 36.93% |

|  | 46.32% |

## 역대 지도부

### 역대 대표
| 대수   | 대표   | 직함                | 임기                            |
| ------ | ------ | ------------------- | ------------------------------- |
| 1      | 김한길 | 공동대표            | 2014년 3월 26일~2014년 7월 31일 |
| 1      | 안철수 | 공동대표            | 2014년 3월 26일~2014년 7월 31일 |
| (임시) | 박영선 | 국민공감혁신위원장  | 2014년 8월 1일~2014년 9월 17일  |
| (임시) | 문희상 | 비상대책위원장      | 2014년 9월 17일~2015년 2월 8일  |
| 2      | 문재인 | 당대표              | 2015년 2월 8일~2016년 1월 27일  |
| (임시) | 김종인 | 비상대책위원회 대표 | 2016년 1월 27일~2016년 8월 27일 |
| 3      | 추미애 | 당대표              | 2016년 8월 27일~2018년 8월 25일 |
| 4      | 이해찬 | 당대표              | 2018년 8월 25일~2020년 8월 29일 |
| 5      | 이낙연 | 당대표              | 2020년 8월 29일~2021년 3월 9일  |
| (임시) | 김태년 | 권한대행            | 2021년 3월 9일~2021년 4월 8일   |
| (임시) | 도종환 | 비상대책위원장      | 2021년 4월 8일~2021년 4월 16일  |
| (임시) | 윤호중 | 권한대행            | 2021년 4월 16일~2021년 5월 2일  |
| 6      | 송영길 | 당대표              | 2021년 5월 2일~2022년 3월 10일  |
| (임시) | 윤호중 | 공동비상대책위원장  | 2022년 3월 10일~2022년 6월 2일  |
| (임시) | 박지현 | 공동비상대책위원장  | 2022년 3월 13일~2022년 6월 2일  |
| (임시) | 박홍근 | 권한대행            | 2022년 6월 2일~2022년 6월 10일  |
| (임시) | 우상호 | 비상대책위원장      | 2022년 6월 10일~2022년 8월 28일 |
| 7      | 이재명 | 당대표              | 2022년 8월 28일~2024년 6월 24일 |
| (임시) | 박찬대 | 권한대행            | 2024년 6월 24일~2024년 8월 18일 |
| 8      | 이재명 | 당대표              | 2024년 8월 18일~2025년 4월 9일  |
| (임시) | 박찬대 | 권한대행            | 2025년 4월 9일~2025년 6월 13일  |
| (임시) | 김병기 | 권한대행            | 2025년 6월 13일~2025년 8월 2일  |
| 9      | 정청래 | 당대표              | 2025년 8월 2일~                 |

### 역대 원내대표
| 대수   | 원내대표 | 임기                            |
| ------ | -------- | ------------------------------- |
| 1      | 전병헌   | 2014년 3월 26일~2014년 5월 8일  |
| 2      | 박영선   | 2014년 5월 8일~2014년 10월 2일  |
| (임시) | 김영록   | 2014년 10월 2일~2014년 10월 8일 |
| 3      | 우윤근   | 2014년 10월 9일~2015년 5월 7일  |
| 4      | 이종걸   | 2015년 5월 7일~2016년 5월 4일   |
| 5      | 우상호   | 2016년 5월 4일~2017년 5월 16일  |
| 6      | 우원식   | 2017년 5월 16일~2018년 5월 11일 |
| 7      | 홍영표   | 2018년 5월 11일~2019년 5월 8일  |
| 8      | 이인영   | 2019년 5월 8일~2020년 5월 7일   |
| 9      | 김태년   | 2020년 5월 7일~2021년 4월 8일   |
| (임시) | 김영진   | 2021년 4월 8일~2021년 4월 16일  |
| 10     | 윤호중   | 2021년 4월 16일~2022년 3월 24일 |
| 11     | 박홍근   | 2022년 3월 24일~2023년 4월 28일 |
| 12     | 박광온   | 2023년 4월 28일~2023년 9월 21일 |
| (임시) | 송기헌   | 2023년 9월 21일~2023년 9월 26일 |
| 13     | 홍익표   | 2023년 9월 26일~2024년 5월 3일  |
| 14     | 박찬대   | 2024년 5월 3일~2025년 6월 13일  |
| 15     | 김병기   | 2025년 6월 13일~                |

### 새정치민주연합 창당준비위원회 지도부
2014. 3. 17.~2014. 3. 26.
- 공동 창당준비위원장: 김한길(민주당 대표), 안철수(새정치연합 창당준비위원회 중앙운영위원장)
- 신당추진단 분과위원장[77]
  - 정무기획분과: 민병두(민주당 의원), 송호창(새정치연합 소통위원장, 무소속 의원)
  - 정강정책분과: 변재일(민주당 의원, 민주정책연구원 원장), 윤영관(정책네트워크 내일 이사장)
  - 당헌당규분과: 이상민(민주당 의원), 이계안(새정치연합 공동위원장)
  - 총무조직분과: 노웅래(민주당 사무총장 및 의원), 표철수(새정치연합 실무집행단장 직무대행)
- 공동 대변인: 박광온(민주당 대변인), 금태섭(새정치연합 대변인)

### 제1대 지도부
2014. 3. 26.~2014. 7. 31.
- 공동대표: 김한길, 안철수
- 상임최고위원: 김한길, 안철수, 신경민, 조경태, 양승조, 우원식, 전병헌→박영선, 이계안, 이용경, 정연호, 김삼화, 표철수
- 최고위원: 이용득, 박혜자, 정균환, 김효석, 김근, 오홍근
- 원내대표: 전병헌→박영선
- 사무총장: 노웅래→주승용
- 정책위원회 의장: 장병완→우윤근
- 원내수석부대표: 정성호→김영록

### 국민공감혁신위원회
2014. 8. 4.~2014. 9. 17.
- 국민공감혁신위원장: 박영선
- 원내대표: 박영선
- 사무총장: 조정식
- 정책위원회 의장: 우윤근
- 원내수석부대표: 김영록

### 비상대책위원회
2014. 9. 18.~2015. 2. 8.
- 비상대책위원장: 문희상
- 비상대책위원: 박지원, 정세균, 문재인, 인재근, 우윤근 →문희상, 이석현, 김성곤, 원혜영, 인재근, 우윤근
- 원내대표: 박영선→김영록(권한대행)→우윤근
- 사무총장: 조정식
- 정책위원회 의장: 우윤근→백재현
- 원내수석부대표: 김영록→안규백

### 제2대 지도부
2015. 2. 8.~2016. 1. 27.
- 당대표: 문재인
- 최고위원: 주승용(수석최고위원), 정청래, 전병헌, 오영식, 유승희, 추미애(지명직), 이용득(지명직)
- 혁신위원장[78]: 김상곤
- 혁신위원[78]: 김상곤, 조국, 최태욱, 정춘숙, 임미애, 정채웅, 우원식, 박우섭, 최인호, 이주환, 이동학
- 원내대표: 우윤근→이종걸
- 사무총장: 양승조→최재성→폐지
- 총무본부장: 최재성
- 조직본부장: 이윤석
- 민생본부장: 정성호
- 전략홍보본부장: 이춘석→안규백
- 디지털소통본부장: 윤호중→홍종학
- 정책위원회 의장: 강기정→최재천
- 원내수석부대표: 안규백→이춘석, 이윤석→이춘석
- 전략기획위원장: 진성준
- 홍보위원장: 손혜원
- 디지털소통위원장: 문용식
- 수석사무부총장: 김경협→폐지
- 조직사무부총장: 김관영→폐지
- 당 대변인단: 김영록(수석대변인), 유은혜, 김성수
- 원내 대변인단: 박수현, 이언주

### 비상대책위원회
2016. 1. 27.~2016. 8. 27.
- 비상대책위원회 대표: 김종인
- 비상대책위원: 박영선, 우윤근, 변재일, 이용섭, 표창원, 김병관 →진영, 양승조, 정성호, 김현미, 이개호, 김영춘, 이춘석, 이종걸
- 원내대표: 이종걸→우상호
- 정책위원회 의장: 이목희→변재일
- 원내수석부대표: 이춘석→박완주
- 총무본부장: 최재성→정장선
- 당 대변인단: 박광온, 이재경, 송옥주
- 원내 대변인단: 박수현, 이언주→이재정, 기동민

### 제3대 지도부
2016. 8. 27.~2018. 8. 25.
- 당대표: 추미애
- 최고위원: 양향자(전국여성위원장), 송현섭(전국노인위원장), 김병관(전국청년위원장), 김영주→김우남→안규백(서울·제주권역), 전해철→박남춘(경기·인천권역)→윤관석, 심기준→박범계→박완주(충청·강원권역), 김춘진→이형석→이개호(호남권역), 최인호→임대윤→임동호→민홍철(영남권역)
- 원내대표: 우상호→우원식→홍영표
  - 원내수석부대표: 박완주→박홍근→진선미
- 원내 대변인단: 이재정, 기동민→강훈식, 제윤경→강병원, 박경미(전반기), 권미혁(후반기)
- 정책위원회 의장: 윤호중→김태년
- 사무총장: 안규백→이춘석
- 전략기획위원장: 이원욱→이철희→금태섭→김영진
- 홍보위원장: 손혜원→한정애→제윤경
- 대외협력위원장: 정재호→정춘숙
- 인재영입위원장: 원혜영, 진영
- 민주연구원장: 김용익→김민석
- 교육연수원장: 안민석→전혜숙
- 당대표 비서실장: 신창현→문미옥→김정우
- 당 대변인단: 윤관석(수석대변인), 금태섭→고용진, 박경미→박완주(수석대변인)→박범계(수석대변인), 백혜련, 김현

### 제4대 지도부
2018. 8. 25.~2020. 8. 29.
- 당대표: 이해찬
- 최고위원: 박주민(당플랫폼·연수 및 교육), 박광온(지방자치·자치분권), 설훈(남북관계·동북아 평화), 김해영(청소년·청년), 남인순(민생), 이수진(노동), 이형석(자치분권)
- 원내대표: 홍영표→이인영→김태년
  - 원내수석부대표: 서영교(사퇴)→이철희(대행)→이원욱(사퇴)→윤후덕→김영진
- 정책위원회 의장: 김태년→조정식
- 사무총장: 윤호중
- 전략기획위원장: 강훈식
- 홍보소통위원장: 권칠승
- 대외협력위원장: 김현권
- 법률위원장: 송기헌
- 재정위원장: 공석
- 민주연구원장: 김민석→양정철
- 당대표 비서실장: 김성환
- 당 대변인단: 홍익표(수석대변인), 이재정, 이해식

### 제5대 지도부
2020. 8. 29.~2021. 4. 8.
- 당대표: 이낙연→김태년(권한대행)
- 최고위원: 김종민(수석최고위원), 염태영, 노웅래, 신동근, 양향자, 박홍배, 박성민(지명직)
- 원내대표: 김태년
  - 원내수석부대표: 김영진
- 정책위원회 의장: 홍익표
- 사무총장: 박광온
- 전략기획위원장: 정태호
- 홍보소통위원장: 공석
- 대외협력위원장: 공석
- 법률위원장: 김회재
- 재정위원장: 공석
- 민주연구원장: 홍익표
- 당대표 비서실장: 오영훈
- 당대표 정무실장: 김영배
- 당대표 메시지실장: 박래용
- 윤리감찰단장: 최기상
- 당 대변인단: 최인호(수석대변인), 박성준, 홍정민(원내대변인), 허영, 강선우, 신영대(대변인), 최지은(국제대변인), 홍성국(경제대변인)

### 비상대책위원회
2021. 4. 8.~2021. 5. 2.
- 비상대책위원장: 도종환→윤호중(권한대행)
- 비상대책위원: 민홍철, 이학영, 신현영, 오영환, 김영진, 박정현
- 원내대표: 김영진(권한대행)→윤호중
  - 원내수석부대표: 김영진
    - 원내운영수석부대표: 한병도
    - 원내기획수석부대표: 김성환

### 제6대 지도부
2021. 5. 2.~2022. 3. 10.
- 당대표: 송영길
- 최고위원: 김용민(수석최고위원), 강병원, 김영배, 백혜련, 전혜숙, 이동학(청년최고위원), 최강욱(지명직)
- 원내대표: 윤호중
  - 원내운영수석부대표: 한병도
  - 원내기획수석부대표: 김성환
  - 원내 대변인단: 한준호, 신현영
- 정책위원회 의장: 홍익표→박완주
- 사무총장: 박광온→윤관석→김영진
- 전략기획위원장: 정태호→송갑석→강훈식
- 대외협력위원장: 이용선
- 법률위원장: 김회재
- 당대표 비서실장: 김영호
- 당 대변인단: 고용진(수석대변인), 이용빈, 이소영, 김진욱→(수석대변인), 이용빈, 이소영, 김진욱

### 비상대책위원회
2022. 3. 10.~2022. 6. 10.
- 비상대책위원장: 윤호중, 박지현→박홍근(권한대행)
- 비상대책위원: 배재정, 이소영, 조응천, 채이배, 김태진, 권지웅
- 원내대표: 윤호중→박홍근
  - 원내운영수석부대표: 진성준
  - 원내정책수석부대표: 박찬대
  - 원내 대변인단: 한준호, 신현영→오영환, 이수진
- 정책위원회 의장: 박완주→김성환
- 사무총장: 김영진→김민기
- 전략기획위원장: 강훈식
- 대외협력위원장: 이용선
- 법률위원장: 김회재
- 당대표 비서실장: 김영호
- 당 대변인단: 고용진(수석대변인), 이용빈, 이소영

2022. 6. 10.~2022. 8. 28.
- 비상대책위원장: 우상호
- 비상대책위원: 이용우, 박재호, 한정애, 서난이, 김현정
- 원내대표: 박홍근
  - 원내운영수석부대표: 진성준
  - 원내정책수석부대표: 박찬대
  - 원내 대변인단: 오영환, 이수진
- 정책위원회 의장: 김성환
- 사무총장: 김민기
- 전략기획위원장: 강훈식
- 대외협력위원장: 이용선
- 법률위원장: 김회재
- 당대표 비서실장: 김영호
- 당 대변인단: 고용진(수석대변인), 이용빈, 이소영

### 제7대 지도부
2022. 8. 28.~2024. 8. 18.
- 당대표: 이재명→ 박찬대(권한대행)
- 최고위원: 정청래(수석최고위원), 고민정, 박찬대(사퇴), 서영교, 장경태(사퇴), 서은숙→전은수(지명직), 임선숙→송갑석→박정현→강민구(지명직)
- 원내대표: 박홍근→박광온→송기헌(권한대행)→홍익표→박찬대
  - 원내운영수석부대표: 진성준→송기헌→박주민→박성준
  - 원내정책수석부대표: 위성곤→정춘숙→유동수→김용민
  - 원내 대변인단: 오영환, 이수진→윤영덕. 임오경, 최혜영→강유정, 노종면, 윤종군
- 정책위원회 의장: 김성환→김민석→이개호→진성준
- 사무총장: 김민기→조정식→김윤덕
- 전략기획위원장: 강훈식→문진석→한병도→민형배
- 대외협력위원장: 이용선→박해철
- 법률위원장: 김회재→김승원, 양부남→박균택, 이용우
- 당대표 비서실장: 천준호
- 당 대변인단: 안호영(수석대변인), 박성준, 김의겸, 임오경→권칠승(수석대변인), 박성준, 강선우→박성준(수석대변인), 한민수, 황정아→이해식(수석대변인), 한민수, 황정아
  - 원외대변인: 김현정, 황명선, 한민수→최민석
  - 상근부대변인: 안귀령, 이경, 서용주

### 제8대 지도부
2024.8.18.~2025.6.12.
- 당대표: 이재명→박찬대(권한대행)
- 최고위원: 김민석(수석최고위원)→사퇴, 전현희, 한준호, 김병주, 이언주, 주철현→홍성국(지명직), 송순호(지명직)
- 원내대표: 박찬대
  - 원내운영수석부대표: 박성준
  - 원내정책수석부대표: 김용민
  - 원내 대변인단: 강유정, 노종면, 윤종군
- 정책위원회 의장: 진성준
- 사무총장: 김윤덕
- 전략기획위원장: 천준호
- 대외협력위원장: 박해철, 김현정
- 법률위원장: 박균택, 이용우
- 당대표 비서실장: 이해식→사퇴
- 당 대변인단: 조승래(수석대변인)→사퇴, 한민수, 황정아, 김성회, 박경미, 안귀령→사퇴, 이건태(법률대변인), 염승열(외신대변인)
  - 원외대변인: 공석
  - 상근부대변인: 서용주, 김지호, 김한나→부대변인: 강성필, 박창진, 이나영, 이원혁, 이지혜, 이현택

### 임시 지도부
2025.6.13.~2025.8.2.
- 당대표: 박찬대(권한대행)→김병기(권한대행)
- 최고위원: 전현희(수석최고위원), 한준호, 김병주, 이언주, 홍성국(지명직)→사퇴, 송순호(지명직)→사퇴
- 원내대표: 김병기
  - 원내운영수석부대표: 문진석
  - 원내정책수석부대표: 허영
  - 원내소통수석부대표: 박상혁
  - 원내 대변인단: 김현정, 문금주, 백승아
- 정책위원회 의장: 진성준
- 사무총장: 김윤덕→임호선(권한대행)
- 전략기획위원장: 천준호
- 대외협력위원장: 박해철, 김현정
- 법률위원장: 박균택, 이용우
- 당대표 비서실장:
- 당 대변인단: 한민수, 황정아, 김성회, 박경미, 이건태(법률대변인), 염승열(외신대변인)
  - 원외대변인: 공석
  - 부대변인: 강성필, 박창진, 이나영, 이원혁, 이지혜, 이현택

### 제9대 지도부
2025.8.2.~
- 당대표: 정청래
- 최고위원: 전현희(수석최고위원), 한준호, 김병주, 이언주, 황명선, 서삼석(지명직)
- 원내대표: 김병기
  - 원내운영수석부대표: 문진석
  - 원내정책수석부대표: 허영
  - 원내소통수석부대표: 박상혁
  - 원내 대변인단: 김현정, 문금주, 백승아
- 정책위원회 의장: 한정애
- 사무총장: 조승래
- 전략기획위원장: 이해식
- 대외협력위원장: 김현정, 박홍배
- 법률위원장: 이성윤
- 당대표 비서실장: 한민수
- 당 대변인단: 박수현(수석대변인), 권향엽, 김미경,  문대림, 박경미, 박규환, 박지혜, 부승찬
  - 원외대변인: 공석
  - 부대변인: 강성필, 박창진, 이나영, 이원혁, 이지혜, 이현택

## 역대 전당대회

### 새정치민주연합 시기

#### 창당대회
2014년 3월 26일, 새정치연합 창당대회는 민주당과의 합당을 결의하고 안철수 새정치연합 창당준비위원회 중앙운영위원장과 김한길 민주당 대표를 공동대표로 선출하였다.

#### 제1차 전당대회
2015년 1월 7일, 새정치연합 지도부 예비경선대회에서 투표를 통해 문재인 상임고문, 조경태 전직 최고위원, 박지원·이인영·박주선 의원 중 문재인·이인영·박지원 후보를 본선 후보로 선출했다.
| 순위 | 기호 | 이름   | 대의원(45%) | 권리당원(30%) | 일반당원(10%) | 일반국민(15%) | 합산   | 비고    |
| 순위 | 기호 | 이름   | 득표율      | 득표율        | 득표율        | 득표율        | 득표율 | 비고    |
| ---- | ---- | ------ | ----------- | ------------- | ------------- | ------------- | ------ | ------- |
| 1    | 1    | 문재인 | 45.5        | 39.98         | 43.29         | 58.5          | 45.3   | 당 대표 |
| 2    | 3    | 박지원 | 42.7        | 45.8          | 44.4          | 29.5          | 41.8   |         |
| 3    | 2    | 이인영 | 12.3        | 14.3          | 12.3          | 12.5          | 12.9   |         |
| 합계 | 합계 | 합계   |             |               |               |               |        | -       |

2015년 2월 8일, 제1차 전당대회에서 대의원 45%, 권리당원 30%, 일반당원 여론조사 10%, 국민 여론조사 15%를 반영한 지도부 경선에 따라 문재인 상임고문을 당대표로 선출하였다.

### 더불어민주당 시기

#### 제2차 전당대회
2016년 8월 5일, 더민주 당대표 예비경선대회에서 투표를 통해 추미애 전 최고위원, 이종걸 전 원내대표, 김상곤 전 경기도교육감, 송영길 의원 중 김상곤·이종걸·추미애 후보를 본선 후보로 선출하였다.
| 순위 | 기호 | 이름   | 대의원(45%) | 권리당원(30%) | 일반당원(10%) | 일반국민(15%) | 합산   | 비고    |
| 순위 | 기호 | 이름   | 득표율      | 득표율        | 득표율        | 득표율        | 득표율 | 비고    |
| ---- | ---- | ------ | ----------- | ------------- | ------------- | ------------- | ------ | ------- |
| 1    | 3    | 추미애 | 51.54       | 61.66         | 55.15         | 45.52         | 54.03  | 당 대표 |
| 2    | 2    | 이종걸 | 25.24       | 18.09         | 25.25         | 30.59         | 23.89  |         |
| 3    | 1    | 김상곤 | 23.24       | 20.25         | 19.6          | 23.9          | 22.08  |         |
| 합계 | 합계 | 합계   |             |               |               |               |        | -       |

2016년 8월 27일, 제2차 전당대회에서 대의원 45%, 권리당원 30%, 일반당원 여론조사 10%, 국민 여론조사 15%를 반영한 지도부 경선에 따라 총 54.03%를 얻은 추미애 전 최고위원을 당대표로 선출하였다.

#### 제3차 전당대회
2018년 6월 18일, 민주당 최고위는 8월 25일 전당대회를 열기로 결정했다. 같은 날 공표된 한국사회여론연구소 등 여론조사에서는 김부겸 행정안전부 장관이 당대표 적합도 1위를 차지했다. 그러나 장관직으로 인해 선뜻 출마하기 어려웠던 김부겸 장관은 6월 21일 중앙일보와의 인터뷰에서 "대통령이 정할 문제"라고 답변했으나, 이로 인해 문재인 대통령의 행정안전부 장관 임명 여부 자체가 문심(文心)을 보여주는 것처럼 되어 논란이 일었고, 해명할수록 논란이 커지자 김부겸 장관은 결국 7월 17일 불출마를 선언한다. 친문 진영에서는 김진표 전 경제부총리, 최재성 전 사무총장, 전해철 의원 간의 교통 정리가 논의되었으나, 김부겸에 대적하기 위해 이해찬 전 총리의 출마 등이 거론되었고, 김부겸 장관 불출마 이후에는 이해찬 대세론으로 이어진다.
6월 29일, 전당대회 준비위원회는 당대표와 최고위원을 분리선출하는 단일성 집단지도체제를 도입하고, 지난 전당대회에 비해 늘어난 권리당원을 고려해 권리당원 투표 비중을 30%에서 40%로 늘리는 경선규칙(대의원 투표 45%, 권리당원 투표 40%, 일반당원 여론조사 5%, 국민 여론조사 10%)을 확정했다.
7월 21일, 후보등록 결과 당대표 경선에는 이해찬 전 총리, 김진표 전 경제부총리, 송영길 전 인천시장, 김두관 전 경남지사, 이종걸 전 원내대표, 최재성 전 사무총장, 이인영, 박범계 의원 등이 등록했다. 7월 26일, 중앙위원회에서 예비경선을 실시한 결과, 이해찬 전 총리, 김진표 전 경제부총리, 송영길 전 인천시장을 본선 후보로 선출하였다.
| 순위 | 기호 | 이름   | 대의원(45%) | 권리당원(40%) | 일반당원(5%) | 일반국민(10%) | 합산   | 비고    |
| 순위 | 기호 | 이름   | 득표율      | 득표율        | 득표율       | 득표율        | 득표율 | 비고    |
| ---- | ---- | ------ | ----------- | ------------- | ------------ | ------------- | ------ | ------- |
| 1    | 3    | 이해찬 | 40.57       | 45.79         | 38.20        | 44.03         | 42.88  | 당 대표 |
| 2    | 1    | 송영길 | 31.96       | 28.67         | 36.30        | 30.61         | 30.73  |         |
| 3    | 2    | 김진표 | 27.48       | 25.54         | 25.50        | 25.37         | 26.39  |         |
| 합계 | 합계 | 합계   |             |               |              |               |        | -       |

2018년 8월 25일, 민주당 전당대회는 이해찬 전 총리를 당대표로 선출하였다. 최고위원에는 박주민·박광온·설훈·김해영·남인순 의원이 선출되었는데, 박주민·김해영 최고위원은 40대 초선의원이라는 점에서 관심을 모았다.

#### 제4차 전당대회
당초 4차 전당대회에는 송영길 전직 인천시장, 홍영표 전직 원내대표, 우원식 전직 원내대표 등이 당대표 출마 의사를 내비추었으나, 유력 대권 주자인 이낙연 전직 국무총리가 코로나19로 인한 국난 극복을 내걸고 당대표에 출마하자 이들은 연달아 불출마를 선언했다. 직전 전당대회 당시 여론조사 1위에 올랐으나 불출마하게 되었던 김부겸 전직 행정안전부 장관 역시 출마를 포기하는 듯 했으나, 차기 대선을 노리는 이낙연 전 총리가 당대표가 될 경우 당권-대권 분리 규정에 따라 20대 대선 1년 전인 2021년 3월에 사임해야 하므로 임기를 6개월밖에 수행하지 못한다는 점을 지적하면서 당대표 당선 시 대선 불출마를 선언하고 당대표에 출마하였다. 이에 따라 당대표 선거는 대세론을 형성한 유력 대권 주자인 이낙연 전 총리와 다른 대권 주자들의 지원을 받는 김부겸 전 장관의 양자대결로 접어들었다. 여기에 후보등록 마지막 날인 7월 21일 지난 최고위원 선거에서 1위를 차지했던 당내 주류의 박주민 최고위원이 당대표 후보로 등록하자, 문재인 정부 초대 총리로 당내 친문 주류를 주요 지지기반으로 하고 있으나 온건한 성향으로 일부 지지층의 비판을 받던 이낙연 전 총리의 지지층을 잠식할 것으로 예상되었고, 김부겸 전 장관의 조건부 불출마 선언과 故 박원순 서울특별시장의 사망, 이재명 경기도지사의 무죄 판결 등으로 이낙연 일변도였던 차기 대권구도가 이낙연-이재명 양자구도로 재편되면서 이낙연 대세론은 깨지는 듯 했다.
그러나 후보등록 이후 시행된 입소스, 윈지코리아컨설팅, 리서치뷰, 한국갤럽 등의 각종 여론조사에서 이낙연 후보가 친문 지지층의 압도적인 지지를 업고 과반을 아득히 넘는 지지율을 보이는 반면 김부겸 후보는 10%대의 지지율을 보이는 데 그치면서 '어대낙(어차피 대표는 이낙연)'이라는 말이 등장하는 등 이낙연 대세론은 재점화되었다. 여기에 8월 10일 전례 없는 폭우로 인해 선거운동이 중단되고, 8월 중순부터 사랑제일교회발 코로나19 재유행 국면이 펼쳐지면서 8월 19일 이낙연 후보가 자가격리 된 데 이어 8월 27일 민주당 출입기자의 확진으로 당 지도부가 모두 격리되고 전당대회를 10명 규모까지 축소하여 주요 일정을 온라인으로 진행하는 '온택트(온라인+언택트(비대면)'로 시행하게 되면서 전당대회는 대중의 관심에서 멀어졌다. 이러한 상황 속에서 각 후보들은 뚜렷한 비전 대신 친문 주류의 지지를 얻기 위한 발언에만 치중하면서 "관심, 논쟁, 비전 없는 3無 전당대회"라는 비판이 나오기도 했다.
| 순위 | 기호 | 이름   | 대의원(45%) | 권리당원(40%) | 일반당원(5%) | 일반국민(10%) | 합산   | 비고    |
| 순위 | 기호 | 이름   | 득표율      | 득표율        | 득표율       | 득표율        | 득표율 | 비고    |
| ---- | ---- | ------ | ----------- | ------------- | ------------ | ------------- | ------ | ------- |
| 1    | 1    | 이낙연 | 57.20       | 63.73         | 62.80        | 64.02         | 60.77  | 당 대표 |
| 2    | 2    | 김부겸 | 29.29       | 14.76         | 18.05        | 13.85         | 21.37  |         |
| 3    | 3    | 박주민 | 13.52       | 21.51         | 19.15        | 22.14         | 17.85  |         |
| 합계 | 합계 | 합계   |             |               |              |               |        | -       |

2020년 8월 29일, 민주당 전당대회는 대의원 45%, 권리당원 40%, 국민 여론조사 10%, 일반당원 여론조사 5%를 반영한 지도부 경선에 따라 당내 주류의 압도적인 지지를 받은 이낙연 전 총리를 당대표로 선출하였다. 최고위원에는 김종민·염태영·노웅래·신동근·양향자 의원이 선출되었다.
윤석조 오유림
오윤석
김태환
송동훈

#### 임시전당대회
2021년 3월 9일, 이낙연 대표가 당권-대권 분리 규정에 따라 대한민국 제20대 대통령 선거를 1년 앞두고 사퇴했고, 이에 따라 5월 9일 당 대표 보궐선거를 위한 전당대회를 개최하기로 결정하였다. 그러나 4월 7일, 2021년 대한민국 재보궐선거에서 참패하자 4월 8일 민주당 지도부는 의원총회를 거쳐 지도부 총사퇴와 도종환 의원을 위원장으로 한 비대위 구성을 의결하고 전당대회 일자를 5월 2일로 일주일 앞당겼다. 비대위는 당초 지도부 총사퇴로 추가된 최고위원 선거는 중앙위원회 투표로 진행하기로 결정했으나, 이에 대한 반발이 이어지자 4월 11일, 전당대회에서 선출하기로 변경되었다. 대의원 45%, 권리당원 40%, 일반당원 5%, 일반국민 10%가 반영되는 지도부 선출방식에 대해서도 주류 중심으로 권리당원 투표 비중을 확대해야 한다는 의견이나 비주류 중심으로 여론조사 비중을 확대해야 한다는 의견이 나왔으나 이미 선거일정이 시작된 관계로 선출방식에 대한 변경은 이루어지지 않았다.
당대표 선거에는 전년도 전당대회에 출마하려다 유력한 대권 주자인 이낙연 대표의 출마로 불출마했던 송영길 전 인천광역시장, 홍영표·우원식 전 원내대표가 출마했고, 20대 정한도 용인시의원이 등록했으며, 5명을 선출하는 최고위원 선거에는 강병원·김용민·전혜숙·서삼석·백혜련·김영배 의원, 황명선 논산시장 등 7명이 출마했다. 최고위원 선거는 후보가 9명이 되지 않아 예비경선을 생략하게 되었고, 4월 18일 진행된 당 대표 예비경선에서는 정한도 용인시의원만 탈락하고 송영길 전 인천시장과 홍영표, 우원식 전 원내대표가 본경선 후보로 확정되었다.
당초 재보선 참패 뒤 초·재선 의원을 중심으로 "다양한 의견을 막는 강성 당원들의 '문자 폭탄'", "당헌 개정까지 하며 이루어진 재보선 무공천 번복", "국민 공감대를 형성하지 못한 '조국 전 장관 사태'"에 대한 반성 등 다양한 쇄신 의견이 분출되었으나 강성 당원들을 중심으로 이들에 대한 비난 성명과 '문자 폭탄' 등 강력한 반발이 있었고, 사실상 범주류만이 출마한 지도부 선거에서 이러한 의견들을 대변하지 못하자 결국  4월 16일 원내대표 선거에서 친문 주류 핵심인 윤호중 의원이 당선된 이후로는 거의 사그라들면서, 쇄신론은 사라지고 지도부 선거에 큰 영향력을 발휘하는 권리당원 구애경쟁만 남았다는 비판이 있었다.
| 순위 | 기호 | 이름   | 대의원(45%) | 권리당원(40%) | 일반당원(5%) | 일반국민(10%) | 합산   | 비고    |
| 순위 | 기호 | 이름   | 득표율      | 득표율        | 득표율       | 득표율        | 득표율 | 비고    |
| ---- | ---- | ------ | ----------- | ------------- | ------------ | ------------- | ------ | ------- |
| 1    | 2    | 송영길 | 34.97%      | 35.95%        | 40.38%       | 39.70%        | 35.60% | 당 대표 |
| 2    | 1    | 홍영표 | 34.47%      | 36.62%        | 31.41%       | 37.36%        | 35.01% |         |
| 3    | 3    | 우원식 | 31.56%      | 27.43%        | 28.22%       | 27.94%        | 29.38% |         |
| 합계 | 합계 | 합계   |             |               |              |               |        | -       |

2021년 5월 2일, 더불어민주당 전당대회에서는 송영길 후보가 근소한 표차로 홍영표 후보를 누르고 당 대표로 선출되었다. 최고위원으로는 김용민, 강병원, 백혜련, 김영배, 전혜숙 의원이 선출되었다.
이 전당대회 과정에서 돈봉투를 살포한것으로 밝혀져 큰 논란이 생겼고 송영길이 피의자로 수사를 받고 있다.

#### 제5차 전당대회
2022년 3월 9일 제20대 대통령 선거에서 패배한 이후 임시 전당대회에서 선출된 송영길 지도부는 다음날 새벽 지도부 총사퇴를 결정하고 전원 사퇴했다. 윤호중-박지현 비대위가 들어선 이후에도 제8회 전국동시지방선거에서 참패의 쓴맛을 느끼며 비대위가 총사퇴하는 등 민주당에서는 여러 난제들이 이어졌다.
한편 6월 20일, 17일에 공식 출범한 전당준비위원회가 구성을 마치고 전당대회에 관한 첫 회의가 이루어지며 전당대회 기간이 본격적으로 시작되었다. 6월 22일, 전준위는 전당대회일을 8월 28일로 정하고, 다음 주부터 본격적인 논의를 시작한다고 밝혔다.
7월 4일, 전준위는 차기 전당대회에 대한 경선룰을 결정하였다. 투표 반영비율중 대의원은 현행 45%에서 30%로 하향, 일반 국민여론조사는 10%에서 25%로 늘리고, 예비경선을 중앙위원회 위원 투표로 진행하는 대신 일반국민 의견 비중을 30% 반영하기로 결정했다. 또한 예비경선 당선인은 당대표는 4명 이상이 출마했을 시 3명, 최고위원은 9명 이상이 출마했을 시 8명을 당선시키기로 결정했다.
친명의 이재명, 친문의 설훈, 86그룹의 김민석, 97그룹의 강병원, 박용진, 강훈식, 박주민 의원은 당대표 출마를 공식 선언했다. 친문의 전해철과 홍영표, 97그룹의 전재수 의원은 당대표 불출마를 선언했다. 박지현 전 비대위원장은 당대표 출마를 선언했으나, 당규상 출마 요건을 충족하지 못하여 출마가 불가능하게 되었다.
차기 최고위원 후보로는 친명의 정청래, 서영교, 장경태, 양이원영, 친문의 고영인, 송갑석, 고민정, 윤영찬 의원이 출마 선언을 했다.
7월 17일 후보자 접수를 하여 7월 18일에 마감되었다. 당대표는 박용진, 김민석, 이동학, 이재명, 강훈식, 강병원, 박주민, 설훈이 등록했다. 최고위원은 박영훈, 권지웅, 이경, 장경태, 안상경, 이현주, 박찬대, 고영인, 조광휘, 이수진, 서영교, 고민정, 정청래, 김지수, 송갑석, 윤영찬, 양이원영이 등록했다.
7월 28일, 예비경선이 실시되었다. 각 후보별 득표수는 중앙선거관리위원회의 지침에 따라 공개되지 않았다. 총 투표율은 89.82%로, 당대표는 박용진, 이재명, 강훈식이 본경선에 진출했으며, 최고위원은 장경태, 박찬대, 고영인, 서영교, 고민정, 정청래, 송갑석, 윤영찬이 진출했다.
| 순위 | 기호 | 이름   | 대의원(30%) | 권리당원(40%) | 일반당원(5%) | 일반국민(25%) | 합산   | 비고    |
| 순위 | 기호 | 이름   | 득표율      | 득표율        | 득표율       | 득표율        | 득표율 | 비고    |
| ---- | ---- | ------ | ----------- | ------------- | ------------ | ------------- | ------ | ------- |
| 1    | 1    | 이재명 | 72.03%      | 78.22%        | 86.25%       | 82.26%        | 77.77% | 당 대표 |
| 2    | 2    | 박용진 | 27.97%      | 21.78%        | 13.76%       | 17.75%        | 22.23% |         |
| 3    | 3    | 강훈식 | 0.00%       | 0.00%         | 0.00%        | 0.00%         | 0.00%  | 사퇴    |
| 합계 | 합계 | 합계   |             |               |              |               |        | -       |

2022년 8월 28일, 더불어민주당 전당대회는 대의원 30%, 권리당원 40%, 국민 여론조사 25%, 일반당원 여론조사 5%를 반영한 지도부 경선에 따라 압도적인 지지를 받은 이재명 의원을 당대표로 선출하였다. 최고위원에는 정청래, 고민정, 박찬대, 서영교, 장경태 의원이 선출되었다.

## 논란과 비판

### 성범죄 관련 문제
더불어민주당 부산시당이 2017년 5월 발생한 성추행 의혹사건에 대해 모르쇠로 일관하고 있다는 비판이 제기되었다.

### 황제 의전 논란
문재인 정부의 정치인인 강성국 법무부 차관이 황제 의전을 받아 논란이 되었다. 이전에도 더불어민주당의 정치인이었던 이낙연 전 국무총리가 시장에 방문할 때 경찰 1,500명이 동원되어 시장의 통로를 막고, 시장에 있는 칼을 모조리 압수하고 모조 칼로 바꾼 사실이 밝혀져 논란이 되기도 했다.